# Lista planetelor minore/123101–123200
Aceasta este Lista planetelor minore/123101–123200; pentru a naviga prin lista completă vezi Lista planetelor minore.
Pentru ale detalii vezi și Proiect:Astronomie sau Portal:Astronomie.
| Nume               | Denumire provizorie | Data descoperirii  | Locul descoperirii   | Descoperitor(i)                     |
| ------------------ | ------------------- | ------------------ | -------------------- | ----------------------------------- |
| 123101             | 2000 SQ344          | 29 septembrie 2000 | Xinglong⁠(d)          | BAO Schmidt CCD Asteroid Program⁠(d) |
| 123102 -           | 2000 SU344          | 20 septembrie 2000 | Socorro              | LINEAR                              |
| 123103 -           | 2000 SJ347          | 25 septembrie 2000 | Socorro              | LINEAR                              |
| 123104 -           | 2000 SV348          | 30 septembrie 2000 | Anderson Mesa        | LONEOS                              |
| 123105 -           | 2000 SS349          | 29 septembrie 2000 | Anderson Mesa        | LONEOS                              |
| 123106 -           | 2000 SX349          | 29 septembrie 2000 | Anderson Mesa        | LONEOS                              |
| 123107 -           | 2000 SF350          | 29 septembrie 2000 | Anderson Mesa        | LONEOS                              |
| 123108 -           | 2000 SM351          | 29 septembrie 2000 | Anderson Mesa        | LONEOS                              |
| 123109 -           | 2000 SQ355          | 29 septembrie 2000 | Anderson Mesa        | LONEOS                              |
| 123110 -           | 2000 SL357          | 28 septembrie 2000 | Anderson Mesa        | LONEOS                              |
| 123111 -           | 2000 SV357          | 28 septembrie 2000 | Anderson Mesa        | LONEOS                              |
| 123112 -           | 2000 SW357          | 28 septembrie 2000 | Anderson Mesa        | LONEOS                              |
| 123113 -           | 2000 SH361          | 23 septembrie 2000 | Anderson Mesa        | LONEOS                              |
| 123114 -           | 2000 SO365          | 21 septembrie 2000 | Anderson Mesa        | LONEOS                              |
| 123115 -           | 2000 SE366          | 23 septembrie 2000 | Socorro              | LINEAR                              |
| 123116 -           | 2000 SC367          | 23 septembrie 2000 | Anderson Mesa        | LONEOS                              |
| 123117 -           | 2000 SD367          | 23 septembrie 2000 | Anderson Mesa        | LONEOS                              |
| 123118 -           | 2000 SH369          | 22 septembrie 2000 | Anderson Mesa        | LONEOS                              |
| 123119 -           | 2000 SA370          | 24 septembrie 2000 | Anderson Mesa        | LONEOS                              |
| 123120 Peternewman | 2000 SQ372          | 26 septembrie 2000 | Apache Point         | SDSS                                |
| 123121 -           | 2000 TA3            | 1 octombrie 2000   | Socorro              | LINEAR                              |
| 123122 -           | 2000 TS4            | 1 octombrie 2000   | Socorro              | LINEAR                              |
| 123123 -           | 2000 TD5            | 1 octombrie 2000   | Socorro              | LINEAR                              |
| 123124 -           | 2000 TZ5            | 1 octombrie 2000   | Socorro              | LINEAR                              |
| 123125 -           | 2000 TQ7            | 1 octombrie 2000   | Socorro              | LINEAR                              |
| 123126 -           | 2000 TS7            | 1 octombrie 2000   | Socorro              | LINEAR                              |
| 123127 -           | 2000 TA8            | 1 octombrie 2000   | Socorro              | LINEAR                              |
| 123128 -           | 2000 TW8            | 1 octombrie 2000   | Socorro              | LINEAR                              |
| 123129 -           | 2000 TX11           | 1 octombrie 2000   | Socorro              | LINEAR                              |
| 123130 -           | 2000 TY11           | 1 octombrie 2000   | Socorro              | LINEAR                              |
| 123131 -           | 2000 TD12           | 1 octombrie 2000   | Socorro              | LINEAR                              |
| 123132 -           | 2000 TK12           | 1 octombrie 2000   | Socorro              | LINEAR                              |
| 123133 -           | 2000 TH13           | 1 octombrie 2000   | Socorro              | LINEAR                              |
| 123134 -           | 2000 TL13           | 1 octombrie 2000   | Socorro              | LINEAR                              |
| 123135 -           | 2000 TS13           | 1 octombrie 2000   | Socorro              | LINEAR                              |
| 123136 -           | 2000 TA16           | 1 octombrie 2000   | Socorro              | LINEAR                              |
| 123137 -           | 2000 TN17           | 1 octombrie 2000   | Socorro              | LINEAR                              |
| 123138 -           | 2000 TZ17           | 1 octombrie 2000   | Socorro              | LINEAR                              |
| 123139 -           | 2000 TB18           | 1 octombrie 2000   | Socorro              | LINEAR                              |
| 123140 -           | 2000 TD18           | 1 octombrie 2000   | Socorro              | LINEAR                              |
| 123141 -           | 2000 TK18           | 1 octombrie 2000   | Socorro              | LINEAR                              |
| 123142 -           | 2000 TN18           | 1 octombrie 2000   | Socorro              | LINEAR                              |
| 123143 -           | 2000 TX18           | 1 octombrie 2000   | Socorro              | LINEAR                              |
| 123144 -           | 2000 TY19           | 1 octombrie 2000   | Socorro              | LINEAR                              |
| 123145 -           | 2000 TU21           | 1 octombrie 2000   | Socorro              | LINEAR                              |
| 123146 -           | 2000 TB24           | 2 octombrie 2000   | Socorro              | LINEAR                              |
| 123147 -           | 2000 TL25           | 2 octombrie 2000   | Socorro              | LINEAR                              |
| 123148 -           | 2000 TY25           | 1 octombrie 2000   | Socorro              | LINEAR                              |
| 123149 -           | 2000 TK29           | 3 octombrie 2000   | Socorro              | LINEAR                              |
| 123150 -           | 2000 TJ32           | 6 octombrie 2000   | Kitt Peak            | Spacewatch                          |
| 123151 -           | 2000 TJ33           | 4 octombrie 2000   | Socorro              | LINEAR                              |
| 123152 -           | 2000 TQ37           | 1 octombrie 2000   | Socorro              | LINEAR                              |
| 123153 -           | 2000 TK38           | 1 octombrie 2000   | Socorro              | LINEAR                              |
| 123154 -           | 2000 TH39           | 1 octombrie 2000   | Socorro              | LINEAR                              |
| 123155 -           | 2000 TL40           | 1 octombrie 2000   | Socorro              | LINEAR                              |
| 123156 -           | 2000 TM43           | 1 octombrie 2000   | Socorro              | LINEAR                              |
| 123157 -           | 2000 TG45           | 1 octombrie 2000   | Socorro              | LINEAR                              |
| 123158 -           | 2000 TS45           | 1 octombrie 2000   | Socorro              | LINEAR                              |
| 123159 -           | 2000 TZ45           | 1 octombrie 2000   | Anderson Mesa        | LONEOS                              |
| 123160 -           | 2000 TO46           | 1 octombrie 2000   | Anderson Mesa        | LONEOS                              |
| 123161 -           | 2000 TD47           | 1 octombrie 2000   | Anderson Mesa        | LONEOS                              |
| 123162 -           | 2000 TV47           | 1 octombrie 2000   | Socorro              | LINEAR                              |
| 123163 -           | 2000 TV48           | 1 octombrie 2000   | Anderson Mesa        | LONEOS                              |
| 123164 -           | 2000 TZ50           | 1 octombrie 2000   | Socorro              | LINEAR                              |
| 123165 -           | 2000 TK51           | 1 octombrie 2000   | Socorro              | LINEAR                              |
| 123166 -           | 2000 TU51           | 1 octombrie 2000   | Socorro              | LINEAR                              |
| 123167 -           | 2000 TY53           | 1 octombrie 2000   | Socorro              | LINEAR                              |
| 123168 -           | 2000 TC54           | 1 octombrie 2000   | Socorro              | LINEAR                              |
| 123169 -           | 2000 TC57           | 2 octombrie 2000   | Anderson Mesa        | LONEOS                              |
| 123170 -           | 2000 TA58           | 2 octombrie 2000   | Anderson Mesa        | LONEOS                              |
| 123171 -           | 2000 TL58           | 2 octombrie 2000   | Anderson Mesa        | LONEOS                              |
| 123172 -           | 2000 TA59           | 2 octombrie 2000   | Anderson Mesa        | LONEOS                              |
| 123173 -           | 2000 TK61           | 2 octombrie 2000   | Anderson Mesa        | LONEOS                              |
| 123174 -           | 2000 TU61           | 2 octombrie 2000   | Anderson Mesa        | LONEOS                              |
| 123175 -           | 2000 TD63           | 3 octombrie 2000   | Anderson Mesa        | LONEOS                              |
| 123176 -           | 2000 TO63           | 3 octombrie 2000   | Socorro              | LINEAR                              |
| 123177 -           | 2000 TD66           | 1 octombrie 2000   | Socorro              | LINEAR                              |
| 123178 -           | 2000 TU66           | 2 octombrie 2000   | Socorro              | LINEAR                              |
| 123179 -           | 2000 TM67           | 2 octombrie 2000   | Socorro              | LINEAR                              |
| 123180 -           | 2000 TP68           | 6 octombrie 2000   | Haleakala            | NEAT                                |
| 123181 -           | 2000 UW2            | 22 octombrie 2000  | Bergisch Gladbach⁠(d) | W. Bickel⁠(d)                        |
| 123182 -           | 2000 UY3            | 24 octombrie 2000  | Socorro              | LINEAR                              |
| 123183 -           | 2000 UQ4            | 24 octombrie 2000  | Socorro              | LINEAR                              |
| 123184 -           | 2000 UQ6            | 24 octombrie 2000  | Socorro              | LINEAR                              |
| 123185 -           | 2000 UJ7            | 24 octombrie 2000  | Socorro              | LINEAR                              |
| 123186 -           | 2000 UB9            | 24 octombrie 2000  | Socorro              | LINEAR                              |
| 123187 -           | 2000 UV10           | 25 octombrie 2000  | Socorro              | LINEAR                              |
| 123188 -           | 2000 UW10           | 25 octombrie 2000  | Socorro              | LINEAR                              |
| 123189 -           | 2000 UP13           | 23 octombrie 2000  | Ondřejov⁠(d)          | P. Kušnirák⁠(d)                      |
| 123190 -           | 2000 UK14           | 24 octombrie 2000  | Socorro              | LINEAR                              |
| 123191 -           | 2000 UT14           | 25 octombrie 2000  | Socorro              | LINEAR                              |
| 123192 -           | 2000 UA15           | 25 octombrie 2000  | Socorro              | LINEAR                              |
| 123193 -           | 2000 UD15           | 25 octombrie 2000  | Socorro              | LINEAR                              |
| 123194 -           | 2000 UW15           | 27 octombrie 2000  | Kitt Peak            | Spacewatch                          |
| 123195 -           | 2000 UU18           | 25 octombrie 2000  | Socorro              | LINEAR                              |
| 123196 -           | 2000 UC19           | 29 octombrie 2000  | Socorro              | LINEAR                              |
| 123197 -           | 2000 UV19           | 24 octombrie 2000  | Socorro              | LINEAR                              |
| 123198 -           | 2000 UF20           | 24 octombrie 2000  | Socorro              | LINEAR                              |
| 123199 -           | 2000 UQ20           | 24 octombrie 2000  | Socorro              | LINEAR                              |
| 123200 -           | 2000 UA24           | 24 octombrie 2000  | Socorro              | LINEAR                              |